# Ларионов, Валентин Вениаминович
Ларионов Валентин Вениаминович (р. 3 июля 1924 года, Яхино, Архангельская область  - 15 ноября 2002), советский и российский учёный-американист, генерал-майор в отставке, доктор исторических наук (1973), профессор Академии Генерального штаба (1973–1988), действительный член Академии военных наук РФ (1996). Специалист по военно-политическим аспектам российско-американских отношений. 
В 1942 году призван в армию. Участник Второй мировой войны, закончил войну  курсантом 1-го Московского пулеметно-минометного училища. Участвовал в боях на Курской дуге, битве за Днепр, Львовско-Сандомирской операции, Висло-Одерской операции, Берлинской операции, Пражской операции. Окончил Военную академию имени М. В. Фрунзе (1951) и Академию Генерального штаба. Сотрудник (с 1969 года) и консультант (с 1982 года) Института США и Канады РАН.
Член правления Ассоциации содействия ООН, член Российской группы "Генералы и адмиралы за мир и безопасность".
Автор свыше 300 публикаций. Соавтор книги «Предотвращение войны: доктрины, концепции, перспективы» (1990).
Похоронен на Старом кладбище г. Сергиева Посада Московской области.

## О нём
Ларионов, Валентин Вениаминович // Иванян Э. А. Энциклопедия российско-американских отношений. XVIII-XX века. — Москва: Международные отношения, 2001. — 696 с. — ISBN 5-7133-1045-0.
Ларионов, Валентин Вениаминович // Центр военно-политических исследований МГИМО
Ларионов, Валентин Вениаминович // Бессмертный полк Москва